# Scopula tessellaria
Scopula tessellaria är en fjärilsart som beskrevs av Jean Baptiste Boisduval 1840. Scopula tessellaria ingår i släktet Scopula och familjen mätare. Inga underarter finns listade.